# Djaoui Cissé
Djaoui Cissé (Juvisy-sur-Orge, Francia, 31 de enero de 2004) es un futbolista francés que juega de centrocampista en el Stade Rennes F. C. de la Ligue 1.

## Trayectoria
Canterano del US Grigny, se incorporó a la cantera del Stade Rennes F. C. en 2019 y ascendió a sus reservas en 2021. El 2 de febrero de 2024 firmó su primer contrato profesional con el Rennes hasta 2027. Debutó con el primer equipo del Rennes como suplente en la victoria por 3-1 ante el Clermont Foot 63 el 18 de febrero de 2024.

## Selección nacional
Nacido en Francia, es de ascendencia maliense. Fue convocado con la selección de Francia sub-21 para la Eurocopa Sub-21 de 2025.

## Estadísticas

### Clubes
Actualizado al último partido disputado el 17 de mayo de 2025.
| Club                          | Div.          | Temporada     | Liga  | Liga  | Liga   | Copas nacionales | Copas nacionales | Copas nacionales | Copas internacionales | Copas internacionales | Copas internacionales | Total | Total | Total  |
| Club                          | Div.          | Temporada     | Part. | Goles | Asist. | Part.            | Goles            | Asist.           | Part.                 | Goles                 | Asist.                | Part. | Goles | Asist. |
| ----------------------------- | ------------- | ------------- | ----- | ----- | ------ | ---------------- | ---------------- | ---------------- | --------------------- | --------------------- | --------------------- | ----- | ----- | ------ |
| Stade Rennes F. C. II Francia | 5.ª           | 2021-22       | 18    | 4     | 0      | ―                | ―                | ―                | ―                     | ―                     | ―                     | 18    | 4     | 0      |
| Stade Rennes F. C. II Francia | 4.ª           | 2022-23       | 23    | 1     | 0      | ―                | ―                | ―                | ―                     | ―                     | ―                     | 23    | 1     | 0      |
| Stade Rennes F. C. II Francia | 5.ª           | 2023-24       | 16    | 4     | 0      | ―                | ―                | ―                | ―                     | ―                     | ―                     | 16    | 4     | 0      |
| Stade Rennes F. C. II Francia | 5.ª           | 2024-25       | 8     | 0     | 0      | ―                | ―                | ―                | ―                     | ―                     | ―                     | 8     | 0     | 0      |
| Stade Rennes F. C. II Francia | Total club    | Total club    | 65    | 9     | 0      | 0                | 0                | 0                | 0                     | 0                     | 0                     | 65    | 9     | 0      |
| Stade Rennes F. C. Francia    | 1.ª           | 2023-24       | 2     | 0     | 0      | 0                | 0                | 0                | 0                     | 0                     | 0                     | 2     | 0     | 0      |
| Stade Rennes F. C. Francia    | 1.ª           | 2024-25       | 14    | 1     | 0      | —                | —                | —                | —                     | —                     | —                     | 14    | 1     | 0      |
| Stade Rennes F. C. Francia    | Total club    | Total club    | 16    | 1     | 0      | 0                | 0                | 0                | 0                     | 0                     | 0                     | 16    | 1     | 0      |
| Total carrera                 | Total carrera | Total carrera | 81    | 10    | 0      | 0                | 0                | 0                | 0                     | 0                     | 0                     | 81    | 10    | 0      |